# Los Rancheros
Los Rancheros es una banda argentina de pop rock formada en Buenos Aires en 1990. El conjunto obtuvo su consagración popular durante los años noventa.

## Historia
Los Rancheros comienzan su carrera en 1990 liderados por Meno Fernández, compositor, cantante y guitarrista, junto a su amigo coautor, arreglista, guitarrista y tecladista Miguel Gabbanelli; oriundos ambos del occidente de la provincia de Buenos Aires, Argentina. El nombre del grupo remite a una finca de fin de semana llamada «Los Rancheros», en donde realizaron sus primeros ensayos. En 1991 lanzan su primer álbum de estudio titulado Los Rancheros, producido por Andrés Calamaro y editado por Sony Music. Canciones como «La cruz» y «Pasemos esta noche juntos» comienzan a definir su característico estilo.
En 1993 se integra al grupo el bajista Julián Meza y conjuntamente lanzan su álbum Tierra bendita. Así llega su primer gran éxito, «Casualidad», que alcanza el número uno en las listas de todo el país. Al mismo tiempo, Los Rancheros se consagran en Argentina siendo grupo invitado de Sting y James Taylor en dos conciertos memorables en el estadio José Amalfitani. Ni por todo el oro del mundo, su tercer álbum de estudio, dejó clásicos como «El Che y los Rolling Stones» y «Mujer», entre otros, y es el primer trabajo que se edita en toda Latinoamérica y Estados Unidos.
Entre los años 1996 y 1998 se vinculan artísticamente con EMI Odeón y editan tres discos: Supernova, Ángeles tatuados y Vinilo. De esta etapa se destacan temas como «Sin solución», «Será», «Mala vida» y «El mensaje del río». Así, las giras de conciertos se hacen cada vez más extensas y recorren toda Argentina y países limítrofes.
En 2000 graban un álbum recopilatorio de lados B llamado Adiós, del cual se destaca la balada romántica «Cada vez que pienso en ti». Este álbum fue editado por Edel Music. En 2001 Meno Fernández se instala en Miami y trabaja en su primer disco como solista con la colaboración de Palito Ortega y bajo la producción de Robert Livi. El resultado fue Sin pedir nada (2004), editado por Pelo Music, con temas como «Lástima» y «La mujer que amo». Un año más tarde Los Rancheros vuelven a los escenarios, renovados con la inclusión del baterista Riqui González, quien reemplazaría a Horacio Ardiles.
Canción sin tiempo, producido por Sony BMG, marca el regreso discográfico con grandes éxitos reversionados y grandes artistas invitados de la música nacional tales como Moris, David Lebón, Adrián Barilari (de Rata Blanca), Ale Sergi (de Miranda!), Juanchi Baleirón (de Los Pericos), Adrián Otero (de Memphis La Blusera), Mario Álvarez Quiroga y el guitarrista Gabriel Carámbula, quien se integra al grupo para participar de una gira que se extendería por un año.
En 2010 Los Rancheros festejan sus veinte años de trayectoria dándole la bienvenida a su noveno álbum de estudio, titulado Estimulante, que incluye once canciones inéditas, entre ellas: «Parabrisas», «Ey», «Adivinaré», «Adiós Mickey Mouse», «Bizarro», y una versión de la canción de Litto Nebbia «Rosemary». Aportaron su arte en esta producción como artistas invitados el mismo Nebbia, Leo García y Marciano Cantero (de Enanitos Verdes).
Durante los años 2011 y 2012 la banda giró por todo el país presentando su último álbum y cosechando mucho éxito. A mediados de 2013 se edita una nueva producción discográfica titulada Tras tus pasos. Este álbum contiene doce canciones, entre las que se destacan «Bancarrota», con la participación de Walter Piancioli, del grupo Los Tipitos, «Lo que queda por vivir», canción de la cual se realizó un vídeo musical, y «Rubia». Un evento para destacar vinculado a esta obra es un inicio de una cruzada solidaria contra la violencia de género junto al grupo Los Tekis y el cantante Rubén Patagonia, quienes participan en la canción «Ni una muerte más». La gira musical Tras tus pasos se extiende hasta 2015, año en que el grupo festeja sus veinticinco años de carrera. 
En 2016 se presentan en los escenarios más grandes del Paraguay y Perú, en festivales de convocatoria masiva, y también son invitados por Marc Anthony para la apertura de sus espectáculos en los estadios de Tecnópolis y Direct TV Arena de Buenos Aires. En este mismo año se integra al grupo Sergio Pérez como guitarrista invitado estable y en 2017 recorren nuevamente toda Argentina con más de setenta conciertos.
En la actualidad el grupo se encuentra en plena preproducción de canciones inéditas, y a la vez preparando un concierto acústico que recorrerá todo su repertorio.
Se citan aquí algunos de los músicos que han integrado o colaborado con el grupo en distintas etapas: Horacio Ardiles (batería), Julio Gallardo (bajo), Daniel Sais (teclados), Marcelo Huertas (teclados), Marcelo Puig (guitarras), Facundo Farelo (percusión), "Beto" Horst (teclados), Cachi Salerno (percusión), Sergio Possoco (guitarras), Guty Gutiérrez (guitarras), y Sergio Pérez (guitarras).

## Discografía
- Los Rancheros (1991)
- Tierra bendita (1993)
- Ni por todo el oro del mundo (1994)
- Supernova (1996)
- Ángeles tatuados (1997)
- Vinilo (1998)
- 20 grandes éxitos (1998)
- Adiós (1999)
- Simple (2001)
- Sin pedir nada (2004)
- Canción sin tiempo (2007)
- Estimulante (2010)
- Tras tus pasos (2013)
- Clásicos de siempre (2018)